# Transilien

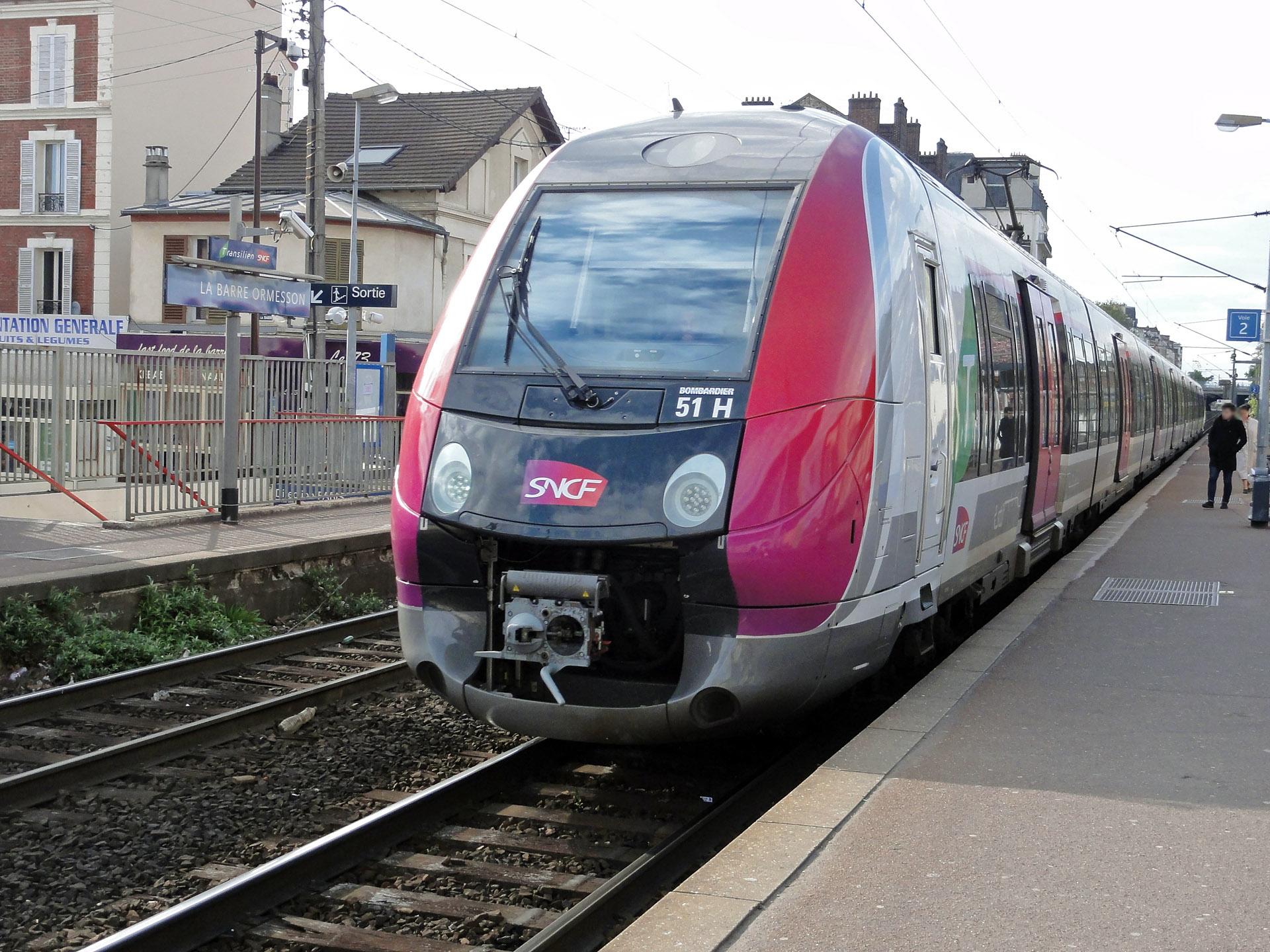
Ein Transilien-Zug vom Typ Francilien im Bahnhof La Barre-Ormesson

Als Transilien [tʁɑ̃siˈljɛ̃] werden Vorortzüge bezeichnet, die im Großraum von Paris verkehren. Gemeint sind Regionalzüge, die über die Stadtgrenzen der französischen Hauptstadt hinausfahren und ausschließlich von der SNCF betrieben werden. Der Name geht auf die geografische Bezeichnung des Pariser Großraums, Île-de-France, und die Bezeichnung von dessen Einwohnern, franciliens, zurück (trans-ilien im Sinne von: über die Île-de-France hinaus).
Zum Transilien im weiteren Sinne gehören auch die RER-Linien A und B (die jedoch teilweise vom Betreiber der Pariser Métro, RATP, betrieben werden) sowie C, D und E. Deren Besonderheit im Gegensatz zum restlichen Transiliennetz besteht darin, dass sie die Hauptstadt durchqueren und so auch für den innerstädtischen Verkehr von Bedeutung sind, während Transilien im engeren Sinn diejenigen Linien sind, die ihren Ausgangspunkt an einem der großen Pariser (Kopf)bahnhöfe haben. Der Transilien erfüllt ähnliche Aufgaben wie die elf TER-Organisationen in anderen Regionen Frankreichs. Die Transilien-Züge befördern 600 Millionen Fahrgäste im Jahr.

## Bedeutung innerhalb des SNCF-Streckennetzes
SNCF Transilien betreibt in der Île-de-France den Personennahverkehr der SNCF. Mehr als 6000 Zugverbindungen täglich fahren 381 Bahnhöfe an und befördern täglich 2,9 Millionen Fahrgäste. Dabei legen sie täglich 170 000 km zurück.
Auf 10 % des nationalen Bahnnetzes werden 40 % aller Zugfahrten durchgeführt. 2/3 aller Beförderungsfälle in Frankreich entfallen auf die Île-de-France.

## Netz

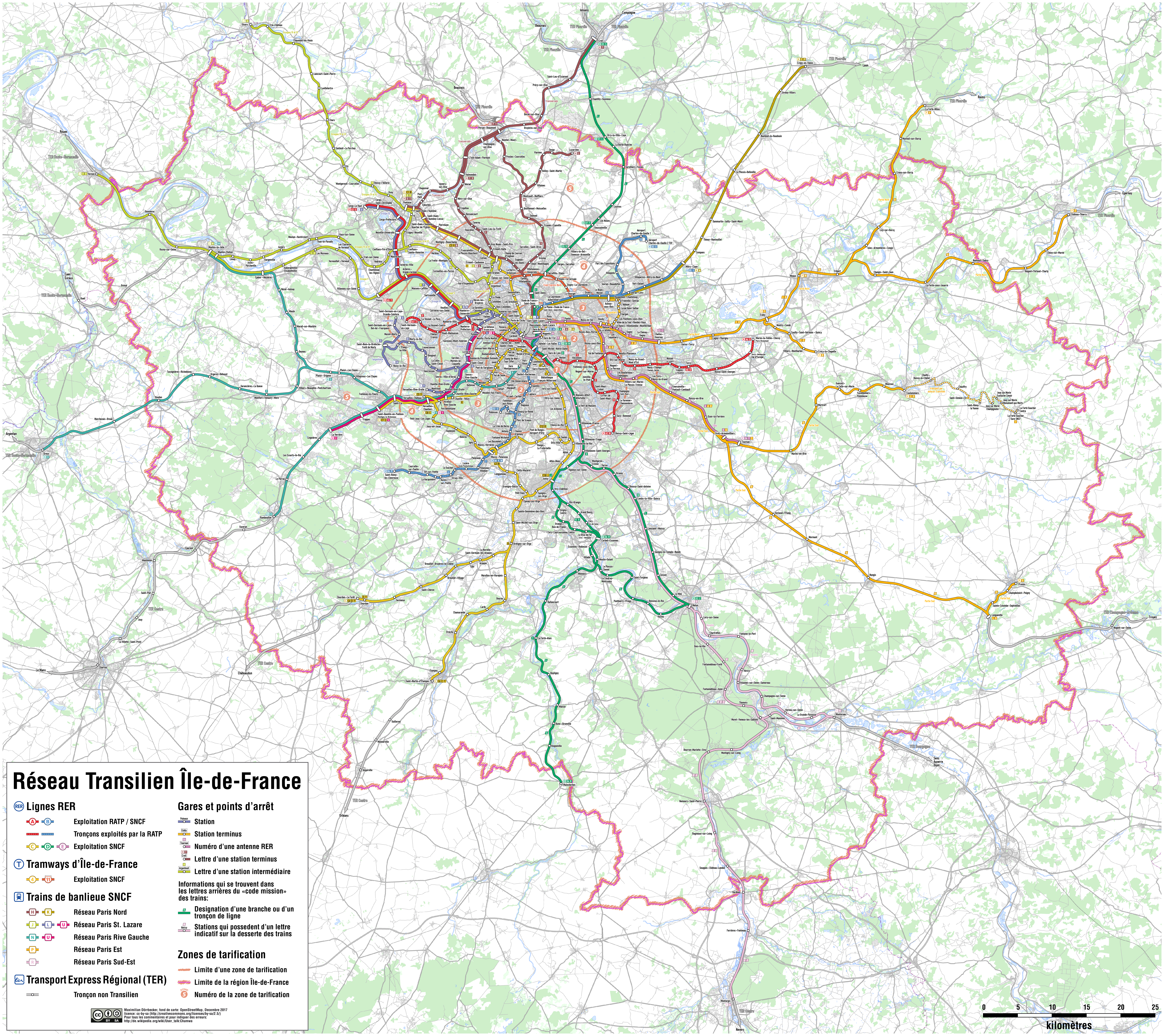
Transilien-Netz in der Île-de-France

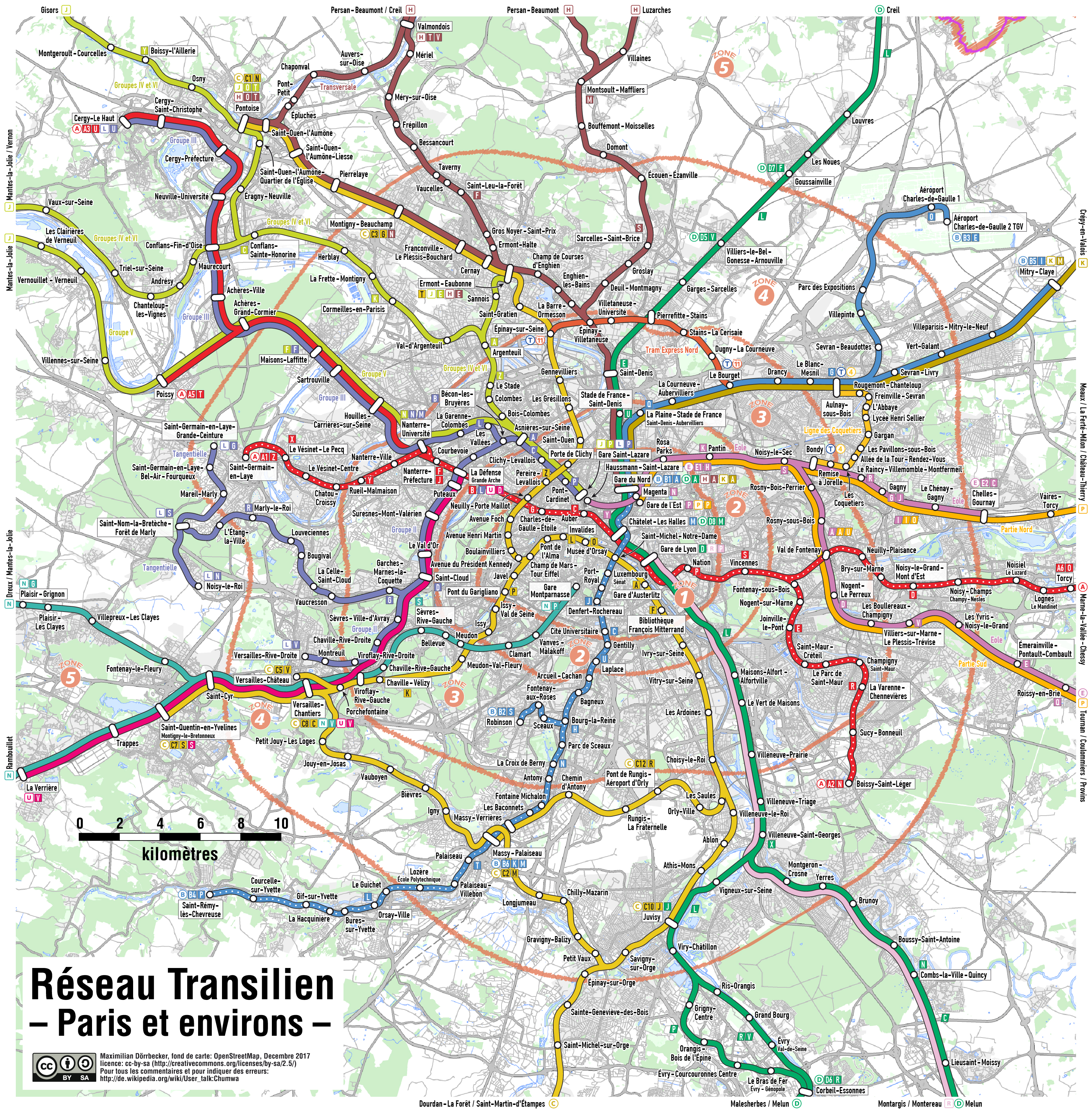
Ausschnittvergrößerung der Region Paris – die gepunkteten Strecken werden von der RATP betrieben

Das Netz des Transilien ist in verschiedene Streckengruppen unterteilt, die mit Buchstaben bezeichnet werden.
In der folgenden Aufstellung werden Streckengruppen unter der Überschrift des Ausgangsbahnhofs, z. B. „Saint-Lazare“, zusammengefasst.
| Linie | Streckenverlauf | Länge in km | Anzahl der Bahnhöfe |
| ----- | --- | ----------- | ------------------- |
| H     | Gare du Nord – Luzarches / Pontoise / Persan – Beaumont Pontoise – Creil                                                                       | 138         | 46                  |
| J     | Gare Saint-Lazare – Ermont – Eaubonne / Gisors / Mantes-la-Jolie – Vernon                                                                      | 256         | 52                  |
| K     | Gare du Nord – Crépy-en-Valois | 61          | 10                  |
| L     | Gare Saint-Lazare – Cergy-le-Haut / Saint-Nom-la-Bretèche / Versailles-Rive-Droite Saint-Germain-en-Laye-Grande-Ceinture – Noisy-le-Roi        | 86          | 40                  |
| N     | Gare Montparnasse – Mantes-la-Jolie / Dreux / Rambouillet                                                                                      | 117         | 35                  |
| P     | Gare de l’Est – Château-Thierry / La Ferté-Milon / Provins / Coulommiers Esbly – Crécy-la-Chapelle Coulommiers – La Ferté-Gaucher (Busverkehr) | 252         | 40                  |
| R     | Gare de Lyon – Montereau / Montargis Melun – Montereau                                                                                         | 164         | 24                  |
| U     | La Défense – La Verrière | 31          | 10                  |
| V     | Versailles-Chantiers – Massy-Palaiseau | 15          | 7                   |

### Paris NordHK

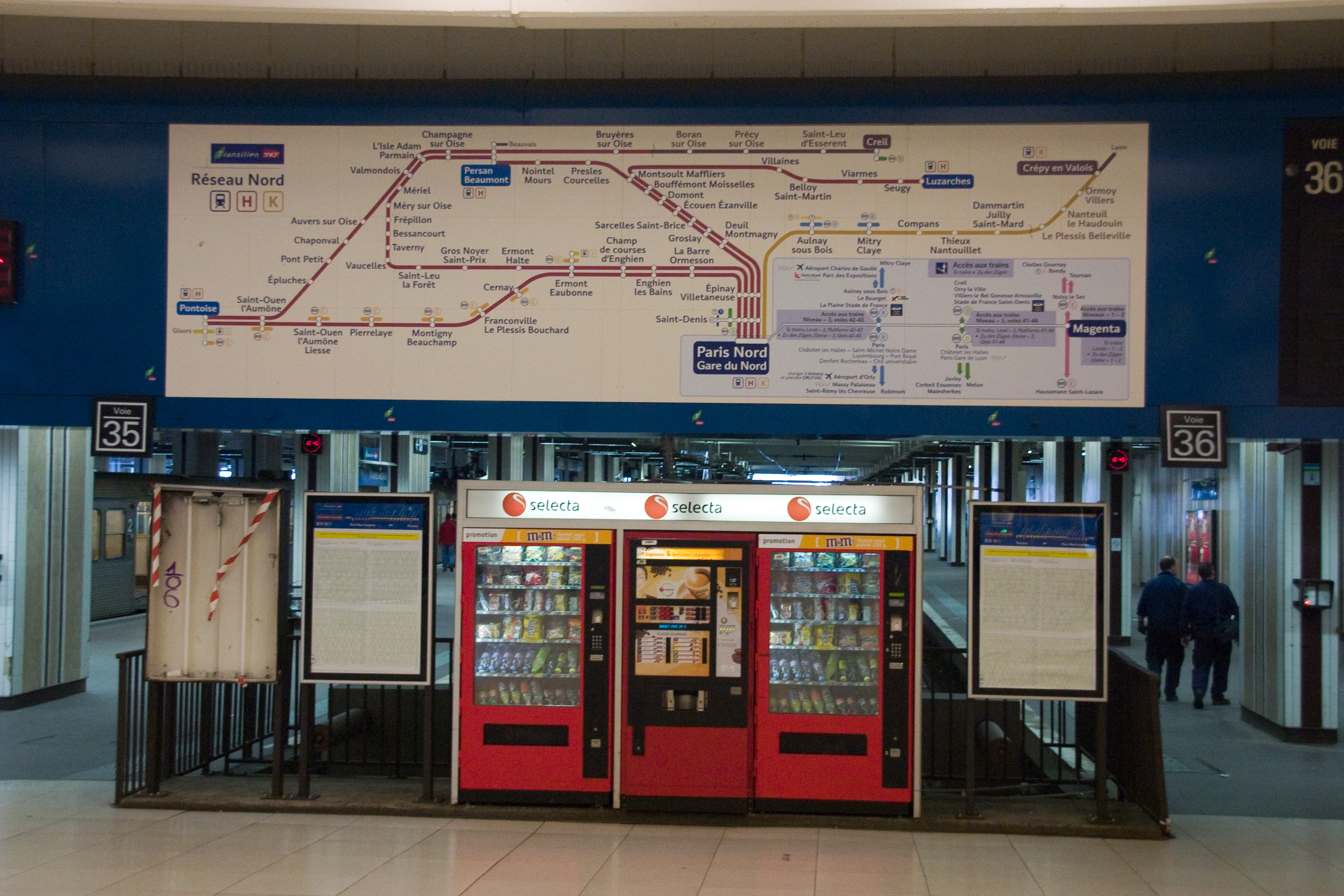
Infotafel im Bahnhof Paris-Nord (Gare du Nord):
Die Netze und (2008)

Diese Züge nehmen mit Ausnahme der von Pontoise aus bedienten Linie ihren Anfang im Bahnhof Paris-Nord.

#### TransilienH
- Gare du Nord – Luzarches

Schematischer Streckenverlauf der Linie H

- Gare du Nord – Montsoult-Maffliers – Persan-Beaumont – Beauvais
- Gare du Nord – Ermont-Eaubonne – Persan-Beaumont – Beauvais
- Gare du Nord – Pontoise
- Pontoise – Persan-Beaumont – Bruyères-sur-Oise – Creil

#### TransilienK

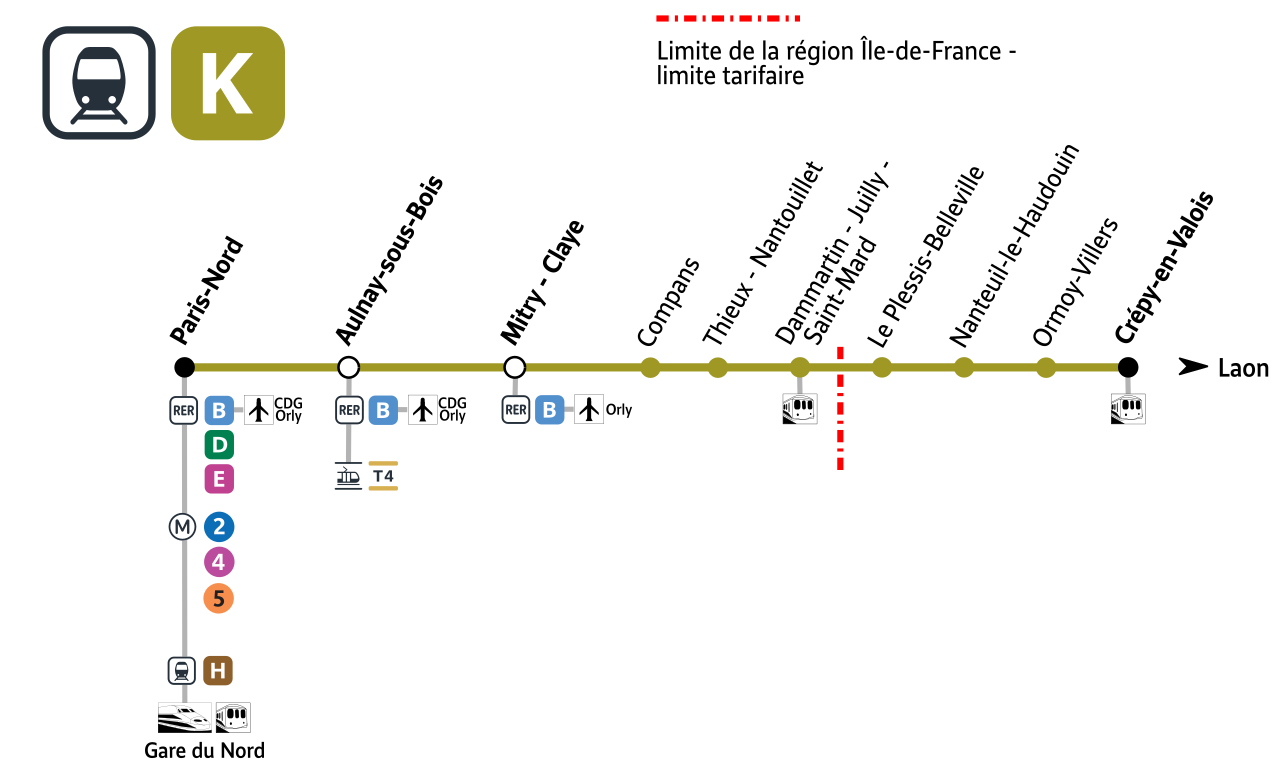
Schematischer Streckenverlauf der Linie K

- Gare du Nord – Mitry-Claye
- Gare du Nord – Dammartin Juilly Saint-Mard – Crépy-en-Valois

### Paris EstP

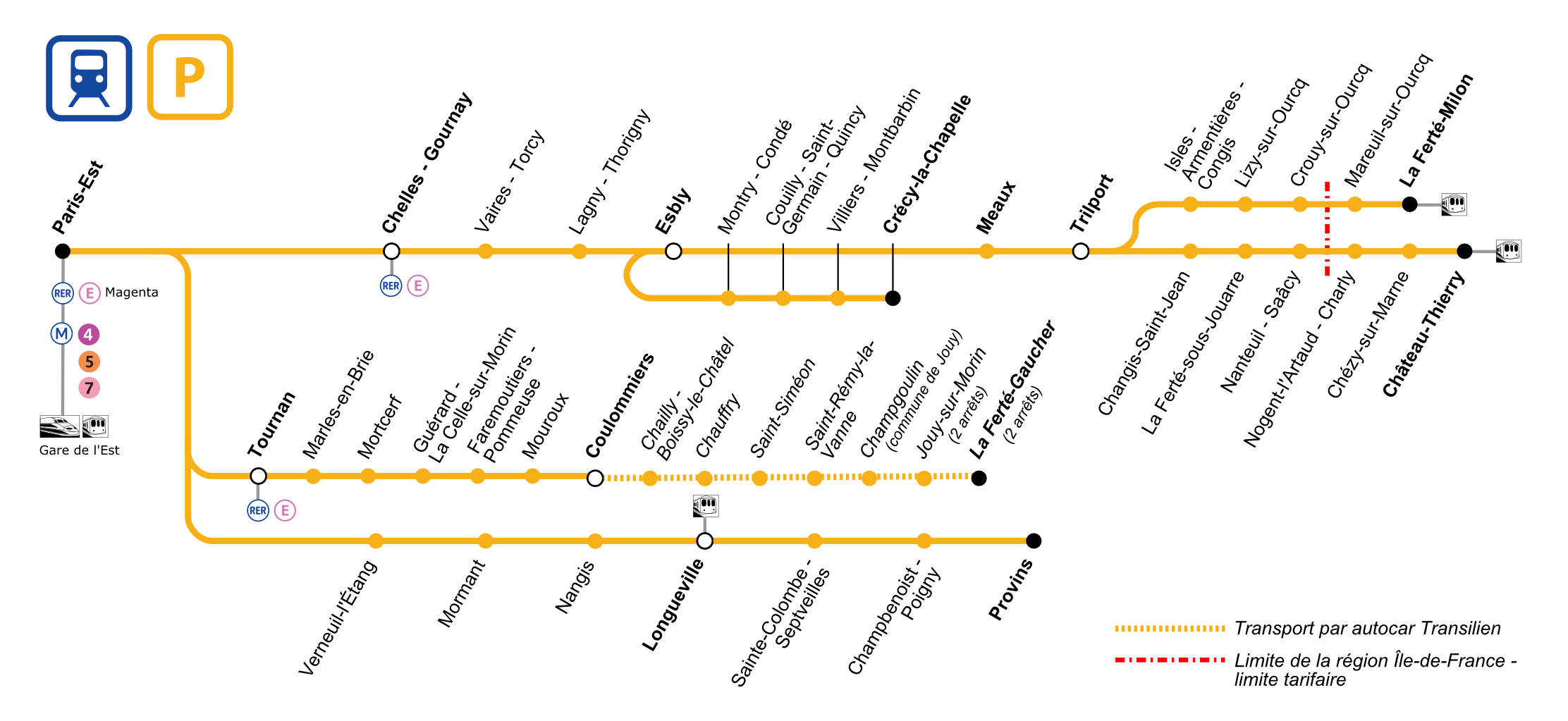
Schematischer Streckenverlauf der Linie P

Die Linie P verläuft nicht vollständig in der Île-de-France, denn fünf Bahnhöfe des Nordzweiges liegen im Département Aisne in der Picardie. Die Bezeichnung Linie P wurde Ende 2004 eingeführt.
Die Linie P ist störanfällig: Im Jahr 2011 galten nur 90,6 % der Züge als pünktlich, d. h., sie kamen mit weniger als 5 Minuten Verspätung an. 2012 waren es sogar nur 88,8 %.
Gegenwärtig wird das Rollmaterial sukzessive durch die sog. Francilien-Züge (Baureihe SNCF Z 50000) ersetzt: Die ersten Züge wurden im Februar 2013 in Betrieb genommen, die Aktion soll 2015 abgeschlossen werden. Um das hohe Verkehrsaufkommen zu bewältigen, werden auf der Strecke Paris ↔ Meaux während der Stoßzeiten auch nach 2015 weiterhin Doppelstockzüge zum Einsatz kommen.

#### TransilienPNord
- Paris Est – Meaux
- Paris Est – Crouy-sur-Ourcq – La Ferté-Milon
- Paris Est – Nanteuil-Saâcy – Château-Thierry
- Esbly – Crécy-la-Chapelle: Der Verkehr auf der nur knapp 10 km langen Strecke wird von Siemens-Avanto-Zügen erbracht, welche auch auf der Linie 4 der Pariser Straßenbahn zum Einsatz kommen.

#### TransilienPSud
- Paris Est – La Ferté-Gaucher
- Paris Est – Longueville – Provins
- Paris Est – Coulommiers

### Paris Gare de LyonR

#### TransilienR

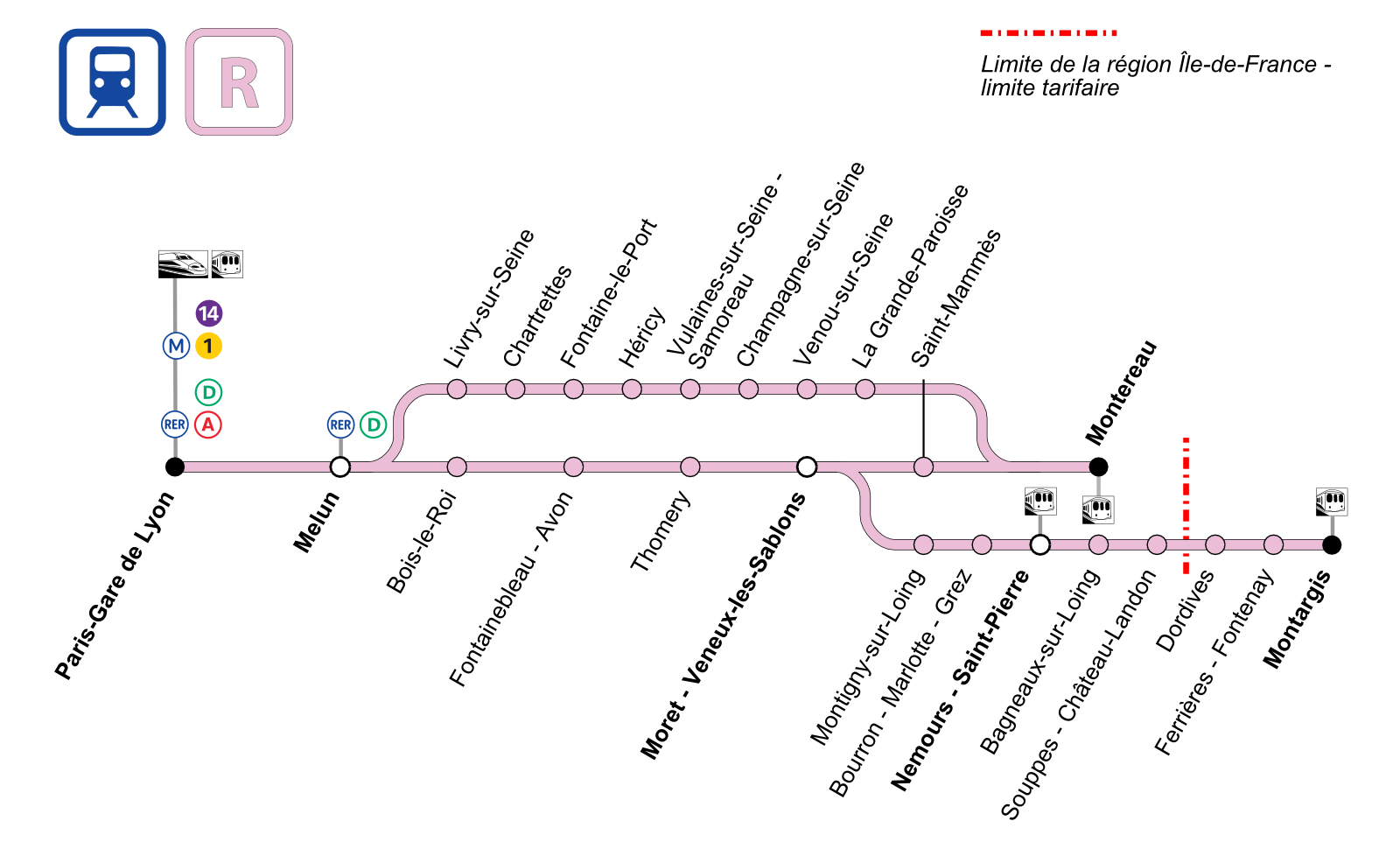
Schematischer Streckenverlauf der Linie R

- Paris Lyon – Fontainebleau – Moret-Veneux-les-Sablons – Montereau
- Paris Lyon – Fontainebleau – Montargis
- Melun – Héricy – Montereau

### Paris Montparnasse / Rive gaucheN

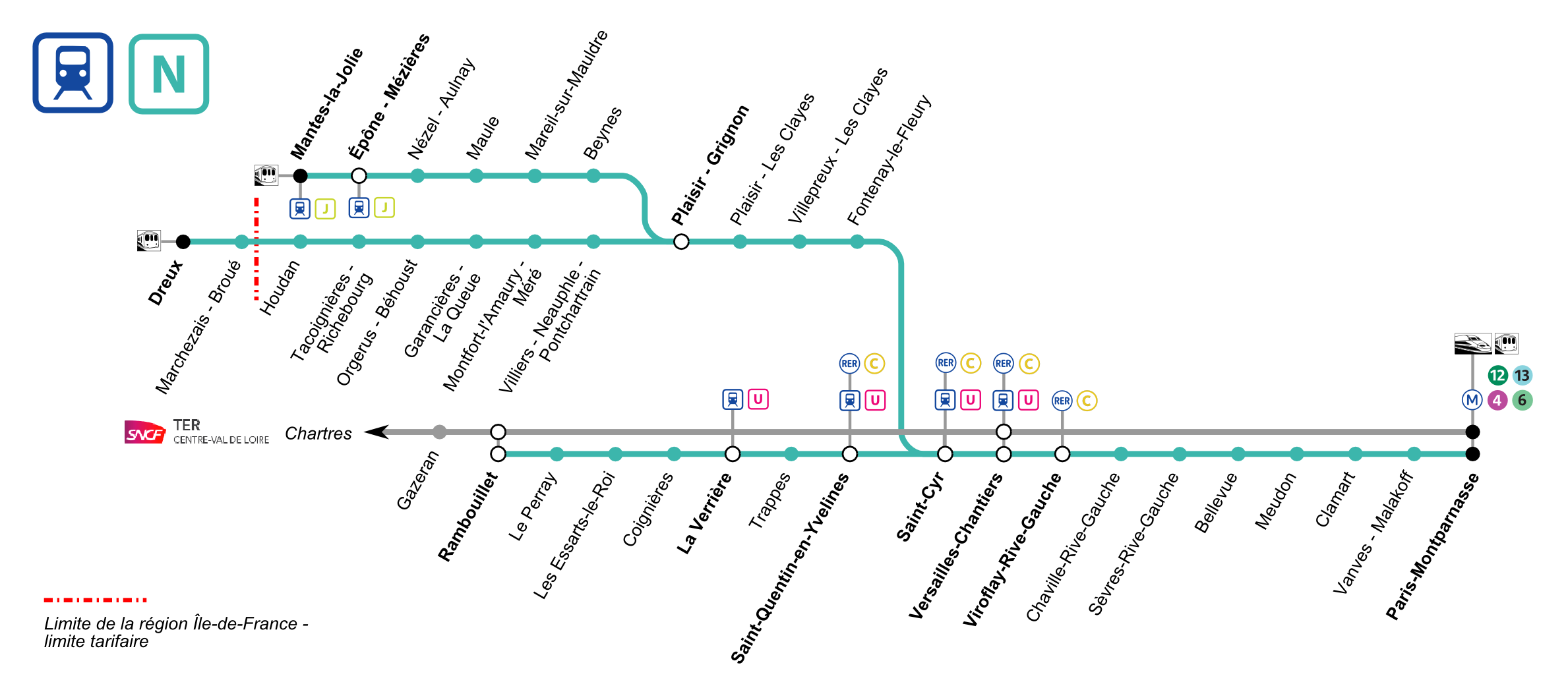
Schematischer Streckenverlauf der Linie N

- Paris Montparnasse – Saint-Cyr – Plaisir-Grignon – Mantes-la-Jolie
- Paris Montparnasse – Saint-Cyr – Plaisir-Grignon – Houdan – Dreux
- Paris Montparnasse – Saint-Cyr – Rambouillet

### Paris Saint-LazareJLU

#### TransilienJ
- Paris St.Lazare – Gisors

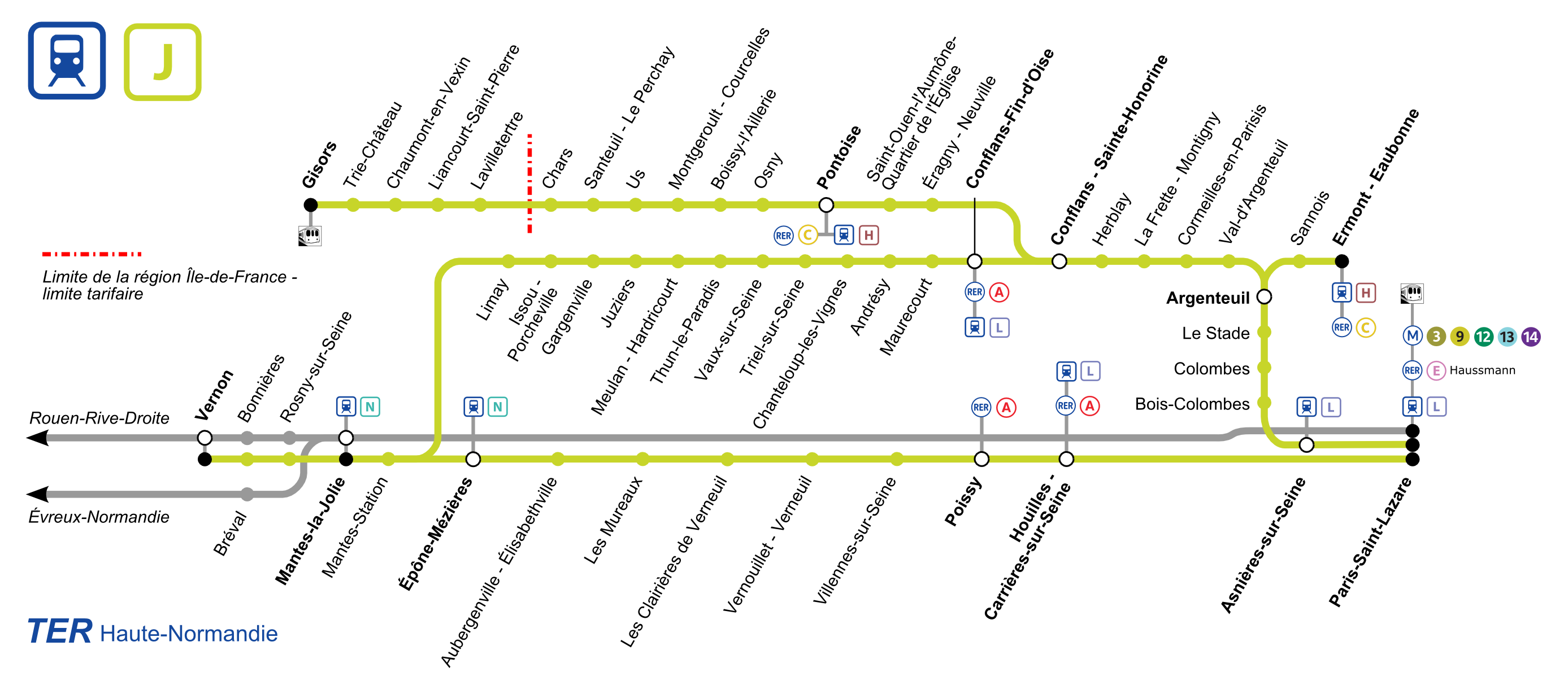
Schematischer Streckenverlauf Linie J

- Paris St.Lazare – Pontoise
- Paris St.Lazare – Ermont-Eaubonne

- Paris St.Lazare – Port-Villez – Vernon
- Paris St.Lazare – Conflans  – Mantes-la-Jolie
- Paris St.Lazare – Poissy  – Mantes-la-Jolie
- Paris St.Lazare – Bréval – Évreux

#### TransilienL

Schematischer Streckenverlauf Linie L

- Paris St.Lazare – Bécon-les-Bruyères-Cergy – Le Haut
- Paris St.Lazare – Bécon-les-Bruyères – Saint-Cloud – Versailles Rive Droite
- Paris St.Lazare – Bécon-les-Bruyères – Saint-Cloud – Saint-Nom-la-Bretèche
- Paris St.Lazare – Bécon-les-Bruyères

#### TransilienU

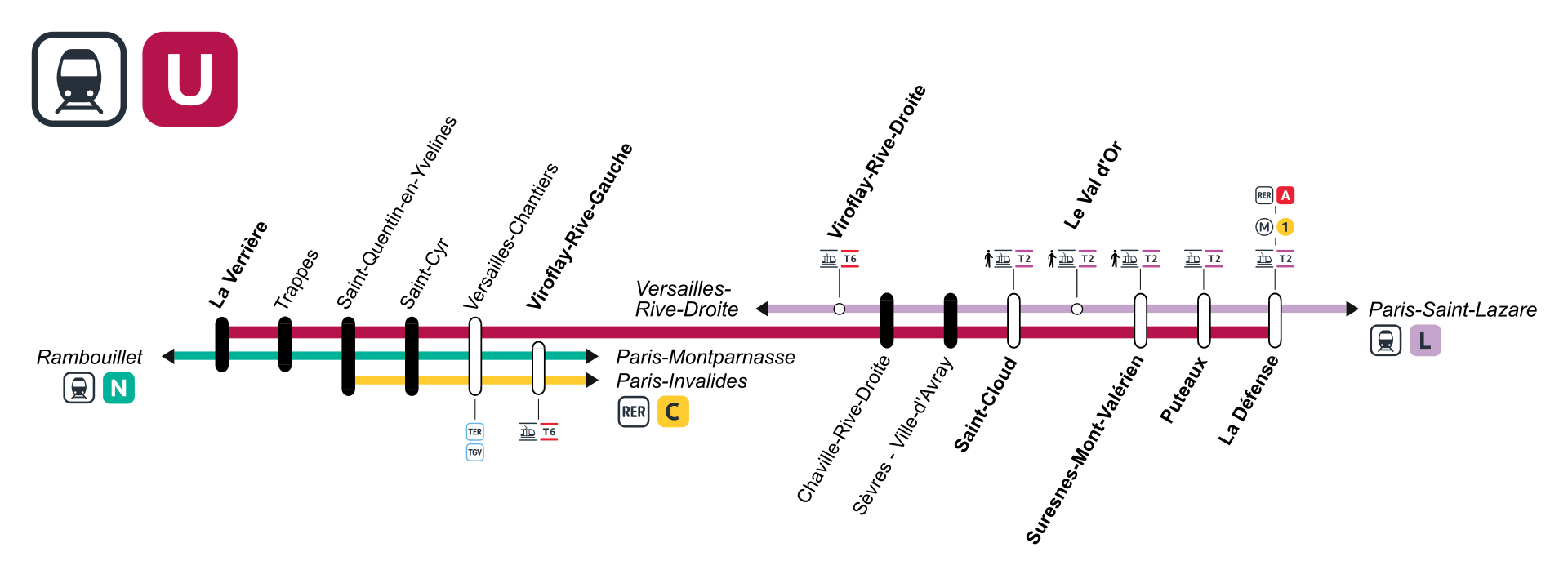
Schematischer Streckenverlauf Linie U

Die direkte Verbindung La Défense – La Verrière besteht seit Mai 1995, seit Ende 2004 lautet die offizielle Bezeichnung Ligne U du Transilien.

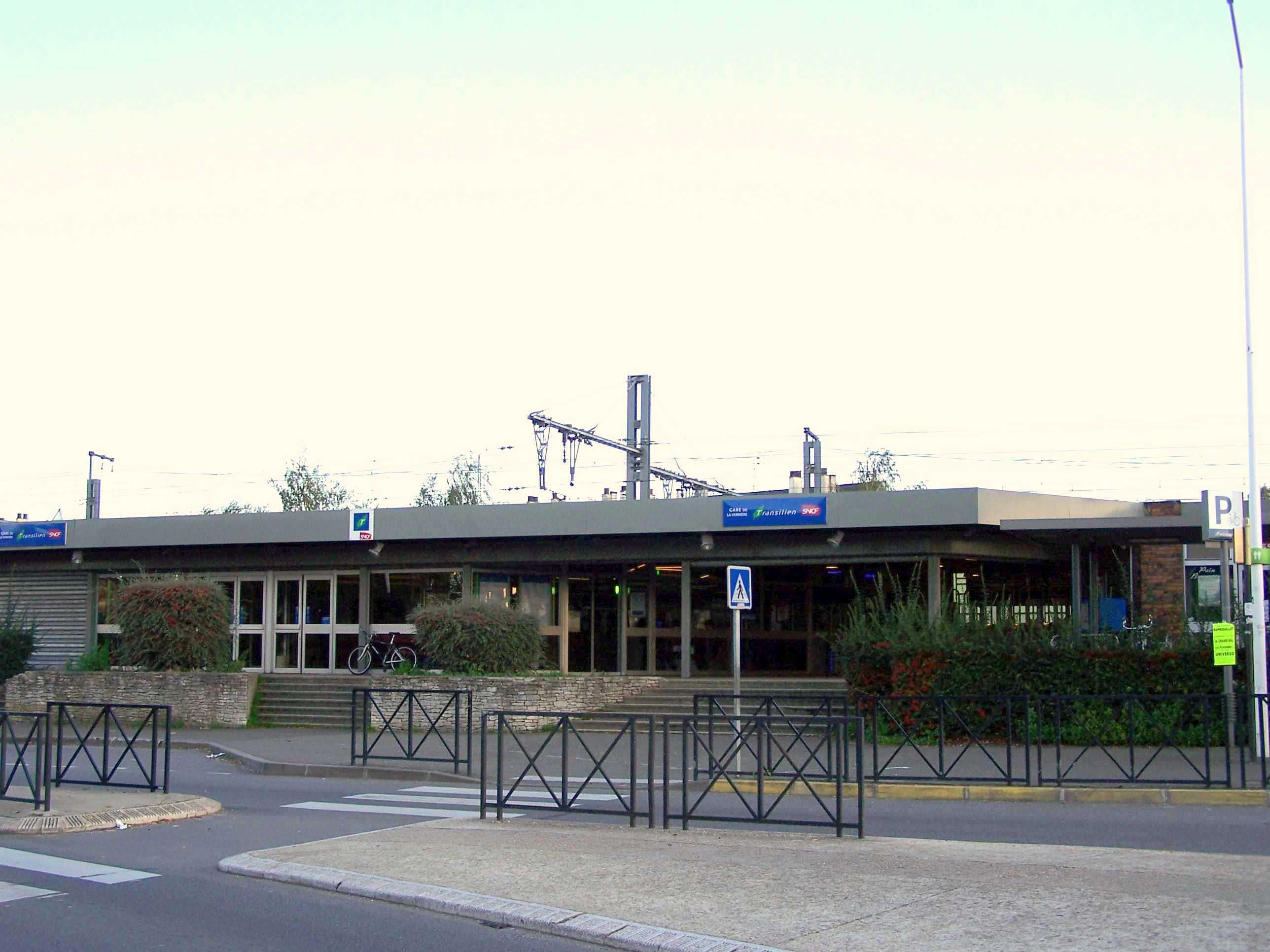
Die westliche Endstation: der Bahnhof Verrière

Die Züge der Transilien-Linie U befördern täglich 55 000 Reisende. Eingesetzt werden Zweisystemfahrzeuge, nämlich Doppelstock-Triebzüge der Baureihe SNCF Z 8800, bis Dezember 2003 kamen Züge der Baureihe Z 20 500 zum Einsatz.
Die Züge der Linie U fahren normalerweise im 30-Minuten-Abstand. Zu den Hauptverkehrszeiten wird montags bis freitags meist in Doppeltraktion und im 15-Minuten-Abstand gefahren. An Sonn- und Feiertagen fährt stündlich ein Zug pro Richtung. Täglich werden bis zu 43 Fahrten pro Richtung angeboten. Die Fahrt zwischen den beiden Endstationen dauert etwa 45 Minuten.
Da der Nordteil der Strecke (von La Défense bis hinter Viroflay-Rive-Droite) mit Wechselstrom (25 kV; 50 Hz) versorgt wird, der Südteil hingegen mit Gleichstrom von 1,5 kV Spannung ist der Einsatz von Zweisystemfahrzeugen unumgänglich.

### TransilienV
Die Linie V verkehrt vollständig außerhalb der Stadtgrenzen von Paris und ersetzte im Dezember 2023 eine Zweigstrecke der RER C zwischen Versailles-Chantiers und Massy-Palaiseau.

## Pünktlichkeit der Transilien-Linien
Von den Benutzern der Transilien-Züge wird oft kritisiert, dass das System an Mängeln leidet und dass die Züge oft unpünktlich sind oder sogar ganz ausfallen.
Nicht zu Unrecht, wie die untenstehende Tabelle zeigt. Dabei beruhen der Soll- und die Istwerte auf einer Vereinbarung zwischen dem Besteller der Fahrten (STIF) und dem die Fahrten durchführenden Betreiber (SNCF): Der Istwert entspricht dem Prozentsatz der Reisenden, die in einem bestimmten Zeitraum ihren Bestimmungsbahnhof pünktlich bzw. mit höchstens 5 Minuten Verspätung erreichen. Wird der vorgegebene Sollwert überschritten, so erhält der Betreiber einen Bonus auf die vereinbarten Zahlungen durch das STIF, wird der Sollwert unterschritten, so ist der Betreiber zu Strafzahlungen verpflichtet.
| Linie             | H    | J    | K    | L    | N    | P  | R  | U    |
| Sollwert in %     | 92,5 | 94   | 92,5 | 95   | 93   | 94 | 93 | 94   |
| Istwert 2012 in % | 91,5 | 89,5 | 77,5 | 89,5 | 94,5 | 89 | 85 | 94,5 |
| Istwert 2013 in % | 94,5 | 86   | 80,5 | 84,5 | 93   | 89 | 89 | 92,5 |

 Rundung der Istwerte auf halbe Prozent
Quelle:

## Fahrzeuge
Auf den Transilienlinien kommen verschiedene Fahrzeugbaureihen zum Einsatz:
- Voiture de banlieue à deux niveaux (VB 2N) mit Lokomotiven der Baureihe BB 27300, BB 7600 und BB 17000
- Z 50000 (Francilien)
- B 82500
- Z 5300
- Z 6400
- Z 20500